# 沃爾頓 (印第安納州)
沃爾頓（英語：Walton）是一個位於美國印地安納州卡斯縣的城鎮。

## 地理
沃爾頓的座標為40°39′44″N 86°14′31″W / 40.66222°N 86.24194°W，而該地的平均海拔高度為235米（即771英尺）。

## 人口
根據2010年美國人口普查的數據，沃爾頓的面積為1.54平方千米，當中陸地面積為1.54平方千米，而水域面積為0.00平方千米。當地共有人口1049人，而人口密度為每平方千米681人。